# Fuga nel sole
Fuga nel sole (Goubbiah, mon amour) è un film del 1956 diretto da Robert Darène.
La sceneggiatura è tratta dal romanzo Gubbiah, scritto da Jean Martet nel 1929.

## Trama
La vicenda è ambientata nella Jugoslavia del 1955, sulla costa dalmata. Goubbiah è un ragazzo bello e povero, che vive con la pesca delle spugne. È piuttosto'pigro e grande sognatore. Di notte, la sua passione è scolpire statuette con il suo coltello. È annoiato e insoddisfatto della sua monotona vita, e insofferente nei confronti dello zio e della zia con cui vive e che mantiene. Un giorno, la bella giovane zingara Trinida, viene a portargli notizie di suo padre, uno strano uomo che vive isolato in montagna. È vicino a morire e vuole vedere suo figlio un'ultima volta per confidargli un segreto che lo renderà ricco. L'anziano muore tra le braccia del figlio, che manda in fumo l'opportunità di diventare ricco interessato solo all'amore per l'ardente zingara.
Trinida, che ama solo Goubbiah, è però fidanzata fin dall'infanzia con Peppo, che però lei non vuole sposare per il suo pessimo carattere e l'abitudine di bere. Per evitare vendette da parte della tribù, Jao, padre di Trinida, fa di tutto per tenere lontano da lei Goubbiah. Perciò la costringe ad andare in montagna a lavorare in una cava di marmo gestita da Spence. Goubbiah lo salva da un incendio e i due diventano stretti amici. Goubbiah non rinuncia al suo amore e più volte si unisce alla tribù, nel tentativo di rivedere la sua zingara, nonostante gli agguati che gli vengono tesi. Alla fine accetta come amante Carola, pagata da Jao per allontanarlo per sempre da Trinida.
Il giorno del matrimonio forzato, avvertito in tempo e aiutato da Spence, Goubbiah decide di affrontare la tribù dei gitani. Armato di dinamite, costringe Jao, in piena cerimonia, a sposarlo con sua figlia praticando lo scambio del sangue di Trinida con il suo. La coppia fugge, con la benedizione dei genitori di Trinida, ma inseguita dal resto della tribù zingara, guidata da Peppo e Carola. Il drammatico inseguimento sul fianco della montagna saranno fatali per gli inseguitori, schiacciati dalla caduta delle rocce causata da Goubbiah. I due sposi potranno andarsene liberi.